# Seemannsbrauch
Seemannsbrauch, auch Seemännische Praxis, ist ein im deutschen Schifffahrtsrecht benutzter Rechtsbegriff. Grundsätzlich sind darunter durch Ausübung und Gepflogenheit bestimmte Handlungsweisen eines guten Seemanns oder ordentlichen Schiffsführers zu verstehen. Daraus abgeleitet ergibt sich allgemein, dass in der seemännischen Praxis keine laxen Gewohnheiten oder Missbräuche vorkommen sollen und dass keine Rechtsvorschriften gebrochen werden dürfen. Es ergibt sich auch, dass sich aus ständigen Verstößen gegen eine positive Rechtsvorschriften keine gewohnheitsrechtliche Änderung dieser Rechtsvorschrift ableiten lässt.

## Anwendung in der Seeschifffahrtsstraßen-Ordnung und den KVR
Der Begriff wird unter anderem in der Verordnung zu den Internationalen Regeln von 1972 zur Verhütung von Zusammenstößen auf See (SeeStrOV; vgl. Kollisionsverhütungsregeln (KVR)), der Seeschifffahrtsstraßen-Ordnung und der Schifffahrtsordnung Emsmündung als Maßgabe in den Grundregeln für das Verhalten im Verkehr genannt. So legt § 3 (1) der Verordnung zu den Internationalen Regeln von 1972 zur Verhütung von Zusammenstößen auf See fest:
„Jeder Verkehrsteilnehmer hat sich so zu verhalten, dass die Sicherheit und Leichtigkeit des Verkehrs gewährleistet ist und dass kein Anderer geschädigt, gefährdet oder mehr, als nach den Umständen unvermeidbar, behindert oder belästigt wird. Er hat insbesondere die Vorsichtsmaßregeln zu beachten, die Seemannsbrauch oder besondere Umstände des Falles erfordern.“
Der Begriff wird in der Verordnung selbst nicht konkretisiert. § 3 (1) der SeeStrOV nimmt Bezug auf Regel 2 (Verantwortlichkeit) der Kollisionsverhütungsregeln, in der es unter Buchstaben a) heißt:
„Diese Regeln befreien ein Fahrzeug, dessen Eigentümer, Kapitän oder Besatzung nicht von den Folgen, die durch unzureichende Einhaltung dieser Regeln oder unzureichende sonstige Vorsichtsmaßnahmen entstehen, welche allgemeine seemännische Praxis oder besondere Umstände des Falles erfordern.“
Beide Vorschriften fordern die Verkehrsteilnehmer auf, neben den rechtlich in ihnen fixierten Regelungen auch jene ungeschriebenen Verhaltensweisen und Sorgfaltspflichten zu wahren, die  international als „gute Seemannschaft“ anerkannt sind bzw. „die ständige Übung der Fahrzeugführer und Seelotsen in der Überzeugung, dass es sich um eine seemännisch richtige Verhaltensweise handelt. [...] Dies entspricht auch der Spruchpraxis der Seeämter und des Bundesoberseeamtes.“

## Anwendung im Handelsgesetzbuch
Das Handelsgesetzbuch bestimmte vor der Reform des Seehandelsrechts 2013 in § 514, dass die Ladung eines Schiffes nach Seemannsbrauch gestaut werden muss.